# 김한중
김한중(金漢中, 1948년 11월 2일 ~ )은 대한민국의 의사이자 제16대 연세대학교 총장이었다.  예비역 대한민국 육군 대위이다. 현재 삼성전자 사외이사이다.

## 인물
서울 출신으로 대광고등학교를 거쳐 1974년 연세대학교 의과대학을 졸업했고 1977년 동 대학원에서 보건학 석사학위, 1984년 서울대학교 보건대학원에서 보건학 박사학위를 받았다. 1982년 5월에는 연세대학교 의과대학 교수로 부임했고 1998년 ~ 2002년에는 연세대학교 보건대학원장, 2004년 ~ 2006년에는 연세대학교 행정대외부총장, 2단계 BK21 총괄사업단장, 연세 비전연구위원회 위원장 등을 두루 역임했다. 2008년 1월 18일에는 정창영 전임 총장이 부정 편입학 파문으로 총장직에서 물러남에 따라 연세대학교의 차기 총장으로 선임되었다. 그 뒤 2012년 2월까지 총장직을 역임했다.
그 외에도 교육부 중앙교육심의회 위원(1994년 ~ 1996년), 대통령자문 반부패특별위원회 위원(1999년 ~ 2001년), 한국과학기술 총연합회 이사(1999년 ~ 2002년), 한국보건행정학회 회장(2000년 ~ 2002년), 세계 보건 기구 위원(1996년 ~ 2002년) 등 다수의 대외 경력을 갖고 있다.

## 학력
- 대광고등학교 졸업
- 연세대학교 의과대학 학사
- 연세대학교 대학원 보건학과 (보건학 석사)
- 서울대학교 보건대학원 (보건학 박사)

### 비학위 수료
- 미국 노스캐롤라이나 대학교 보건대학원 보건정책과정 수료

### 명예 박사 학위
- 고려대학교 명예 교육학 박사 (2010년)
- 일본 게이오기주쿠 대학교 명예 의학박사 (2011년)

## 주요 경력

### 교내 경력
- 1982년 5월 ~ 2012년 : 연세대학교 의과대학 예방의학교실 교수
- 1997년 ~ 1999년 : 연세대학교 사회교육원 원장
- 1998년 5월 ~ 2002년 7월 : 연세대학교 보건대학원장
- 2004년 5월 ~ 2006년 1월 : 연세대학교 행정대외부총장 
  - 2단계 BK21 총괄사업단장 겸임
  - 연세 비전연구위원회 위원장 겸임
  - 여성 특위 위원장 겸임
- 2008년 2월 ~ 2012년 2월 : 연세대학교 총장(제16대)

### 기타 대외 경력
- 1985년 5월 ~ 1994년 7월 : 대통령자문 21세기위원회 위원(경제·복지)
- 1994년 1월 ~ 1995년 1월 : 의료보장개혁위원회 위원
- 1994년 11월 ~ 1996년 10월 : 교육부 중앙교육심의회 위원
- 1996년 ~ 현재 : 성광학원 이사
- 1999년 9월 ~ 2001년 9월 : 대통령자문 반부패특별위원회 위원
- 1999년 3월 ~ 2002년 2월 : 한국과학기술 총연합회 이사
- 포천중문의과대학교 재단이사
- 2000년 7월 ~ 2002년 6월 : 한국보건행정학회 회장
- 1996년 1월 ~ 2002년 12월 : 세계 보건 기구 위원
- 2001년 3월 ~ 2003년 5월 : 국민경제자문회의(헌법기관) 위원
- 2002년 4월 ~ 2003년 5월 : 대통령자문 의료발전특별위원회 위원
- 2006년 12월 ~ 2008년 : 대한예방의학회 이사
- 세계보건기구(WHO) 단기자문관
- 2010년 6월 ~ 2012년 1월 : 한국대학스포츠총장협의회 회장
- 2011년 4월 ~ 2011년 8월 : 보건복지부 보건의료미래위원회 위원장
- 2012년 2월 ~ : 연세대학교 명예교수
- 2012년 ~ 2017년 : 차병원그룹 차바이오앤디오스텍 회장
- 2012년 ~ 현재 : 차병원그룹 미래전략위원회 회장
- 2012년 : 삼성전자 사외이사
- 2018년 11월 ~ 2021년 11월 : 차병원그룹 이사
- 2020년 6월 ~ : 제5대 일가재단 이사장

## 수상 경력
- 1996년 : 국제병원연맹 학술대회 최우수논문상
- 2000년 : 제10회 과학기술 우수논문상(과학기술총연합회)
- 2001년 : 국민훈장 동백장
- 2002년 : 의사평론가상(의약사평론가협회, 의학신보사)
- 2003년 : 제35회 동아의료저작상(대한의사협회)

## 주요 논문
- 《예방의학의 발전방향 : 보건의료관리분야》(2006년)
- 《건강보험료 부담의 형평성 변화》(2005년)
- 《지불능력에 따른 가계지출 보건의료비의 차이와 소득탈력도 비교》(2004년)

그 외 다수.